# هرمینیو دی برتو
هرمینیو دی برتو (به پرتغالی: Hélder Maurílio Da Silva Ferreira) مدافع، هافبک اهل برزیل است که در شهر ریبرآ پرتو و در تاریخ ۱۳ آوریل ۱۹۸۸ به دنیا آمده‌است.
هرمینیو دی برتو در تیم‌های فوتبال Juventude—سابقهٔ حضور دارد.